# Йонинас, Игнас
И́гнас Йони́нас (лит. Ignas Jonynas, рус. Игнатий Зигмонтович Янинас; 24 января 1884, Атяснинкай (ныне Алитусского района) — 14 июля 1954, Каунас) — литовский историк и дипломат, внёсший крупный вклад в становление литовской историографии.

## Биография
Сын Зигмунта Йонинаса и Марты, урожденной Рутковской. Выпускник Мариампольской гимназии. Учился в Московском университете (1904—1911), изучал французский язык в Гренобльском университете (1905—1909, во время каникул), где получил права учителя французского языка и литературы, в 1909—1911 годах ездил в Берлин слушать лекции по истории в Берлинском университете. За участие в революционном движении 1905—1907 годов в Москве привлекался к суду, но был оправдан. 
В 1910—1919 годах был учителем французского языка в Москве и в Богородском реальном училище. В Москве жил по адресу Пятницкая улица, д. 16, кв. 3, затем на Тверской улице, д. 75, кв. 58, в Богородске — на Рогожской ул., в доме Дрижаченко. 
В марте — апреле 1919 года был начальником отдела Народного комиссариата просвещения Советской Литвы, затем директором литовской женской гимназии в Вильнюсе. В 1919—1920 годах состоял секретарём Временного литовского комитета в Вильно. В 1920 году был верховным уполномоченным правительства Литвы в Виленском крае. 
В 1920—1922 годах — представитель правительства Литвы в военной контрольной комиссии Лиги Наций по делам Виленского края. В 1922—1929 годах работал в Министерстве иностранных дел Литовской Республики. В 1929 году стал одним из учредителей Литовского общества по познанию культуры народов СССР, был одним из его руководителей (член правления; председатель в 1938—1939 годах).
Преподавал в 1924—1939 (профессор с 1932 года), 1944—1946 годах в каунасском Литовском университете (с 1930 года Университет Витовта Великого), в 1940—1943 и 1944—1954 годах — в Вильнюсском университете. Среди его учеников — историк Адольфас Шапока.
Похоронен на Пятрашюнском кладбище.

## Научная деятельность
Во время учёбы в Московском университете на взгляды Йонинаса повлияли семинары российских историков М. К. Любавского, А. Н. Савина, Р. Ю. Виппера, П. Г. Виноградова.
Важнейший труд — „Vytauto šeimyna“ (1932) о семействе Витовта Великого. Другие работы посвящены первому Литовскому Статуту („Pirmasis Lietuvos statutas“, 1930), Ягайле (1930)). Автор множества статей по истории в «Литовской энциклопедии» („Lietuviškoji enciklopedija“, 1933—1941, т. 1—9). Перевёл трактат Михалона Литвина «О нравах татар, литовцев и москвитян» (перевод опубликован в 1966 году). 

## Семья
3 ноября 1913 года в Москве женился на домашней наставнице, выпускнице московских Высших женских курсов Елене Ивановне Устиновой (род. 1881). 2 (15) мая 1916 года в Богородске у супругов родилась дочь Бирута-Елена (ум. 1998 в Каунасе), а 4 мая 1918 года там же — сын Витовт-Александр (ум. 2004 в Оттаве).